# Max Schilling-Trygophorus
Max Schilling, seit 1882 durch Namensänderung Schilling-Trygophorus
(* 23. Oktober 1858 in Gießen; † 1940) war ein deutscher Jurist und zwischen 1888 und 1924 in verschiedenen Funktionen als Richter tätig.

## Leben
Max Schilling-Trygophorus wurde als Sohn des Philosophen Gustav Schilling (1815–1872) und dessen Ehefrau Bertha Timothea Trygophorus (1837–1863) geboren.
Nach dem Abitur absolvierte er ein Studium der Rechtswissenschaften und kam als Regierungsakzessist zur Bezirksregierung Friedberg. 1884 ließ er sich als Rechtsanwalt nieder und wurde beim Amtsgericht Zwingenberg zugelassen.
1888 kam er als Gerichtsassessor zum Amtsgericht Seligenstadt, wo er die Funktion eines Amtsanwalts ausübte.
Im April 1891 wechselte er zur Staatsanwaltschaft beim Landgericht Gießen und wurde im August 1897 Richter am Amtsgericht Hirschhorn und weitere drei Jahre später Richter am Landgericht Darmstadt. Dort wurde er am 6. April 1898 zum Landgerichtsrat und am 7. November 1911 zum Oberlandesgerichtsrat ernannt.
1912 wechselte er zum Verwaltungsgerichtshof und kehrte am 22. September 1920 als Landgerichtsdirektor an das Landgericht Darmstadt zurück. Diese Funktion übte er bis zum 1. Februar 1924  aus, als er in den Ruhestand verabschiedet wurde.
Er war Mitglied im Oberhessischen Geschichtsverein
Der Musikwissenschaftler Otto Schilling-Trygophorus (1888–1976) war sein Sohn.

## Öffentliche Ämter
- Mitglied der Prüfungskommission für das Justiz- und Verwaltungsfach

## Auszeichnungen
- 25. November 1908 Verdienstorden Philipps des Großmütigen Ritterkreuz I. Klasse